# 855. pr. Kr.
◄ | 10. stoljeće pr. Kr. | 9. stoljeće pr. Kr. | 8. stoljeće pr. Kr. | ►
◄ | 880-ih pr. Kr. | 870-ih pr. Kr. | 860-ih pr. Kr. | 850-ih pr. Kr. | 840-ih pr. Kr. | 830-ih pr. Kr. | 820-ih pr. Kr. | ►
◄◄ | ◄ | 858. pr. Kr. | 857. pr. Kr. | 856. pr. Kr. | 855 pr. Kr. | 854. pr. Kr. | 853. pr. Kr. | 852. pr. Kr. | ► | ►►
Astronomija

## Događaji
- Asirijski kralj Salamanasar II. izravno je ugrozio Siriju osvojivši Karhemiš.

## Vanjske poveznice
|  | Zajednički poslužitelj ima još gradiva o temi 855. pr. Kr. |